# マンチェスター (コネチカット州)
マンチェスター（英: Manchester）は、アメリカ合衆国コネチカット州のハートフォード郡にある町。人口は5万9461人（2020年）。町の都心はマンチェスター国勢調査指定地域となっている。州都ハートフォードの東に位置している。

## 歴史

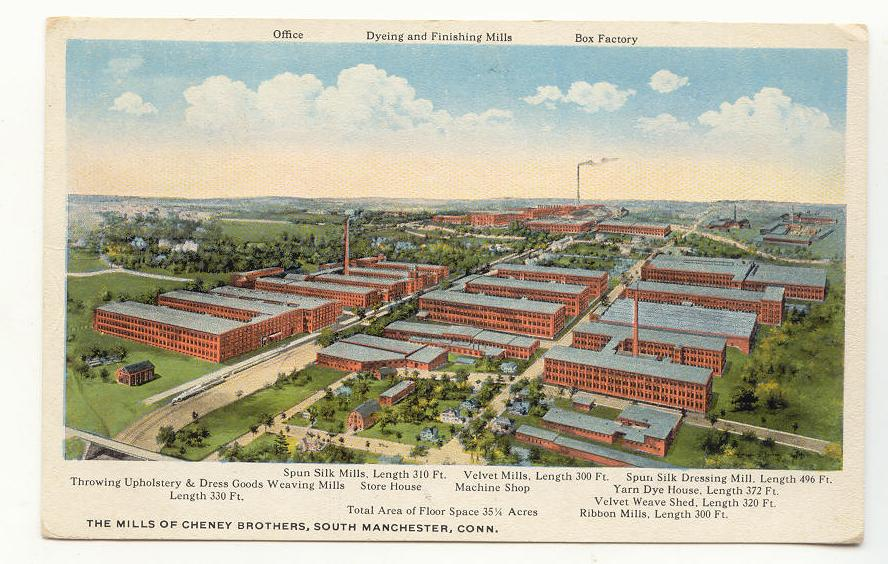
チェイニー兄弟工場、サウスマンチェスター、1920年

マンチェスターは1672年頃に農業町として開拓者が入って来たが、当時はオーフォード・パリッシュと呼ばれていた（町出身の独立戦争兵士の備忘録に見られる）。多くの川や小川が、製紙、製材、製糸工場に動力を提供し、町は急速に工業の中心になった。昔のハートフォードの領域は、現在のマンチェスター、イーストハートフォード、ウエストハートフォードの町域を含んでいた。1783年、イーストハートフォードが独立した町となり、1823年までその中にマンチェスターを含んでいた。この1823年にマンチェスターが町として法人化された。
ピトキン・グラスワークスが、コネチカット州では最初の成功したガラス工場として、1783年から1830年まで運営されていた。ピトキン・グラスワークス廃墟は歴史協会によって保存されている。
1838年、チェイニー家が世界最大となる絹の工場を始めた。最終的にマンチェスターは理想的な工業町になった。工場、所有者の家、および労働者の家は現在、アメリカ合衆国国定歴史建造物に指定されるチェイニー兄弟歴史地区の一部になっている。
E・E・ヒリアード・カンパニー毛織物工場も特筆される。1780年頃にアーロン・バックランドが設立し、後にヒリアード家に売却されたこの工場は国内最古の毛織物工場となっている。

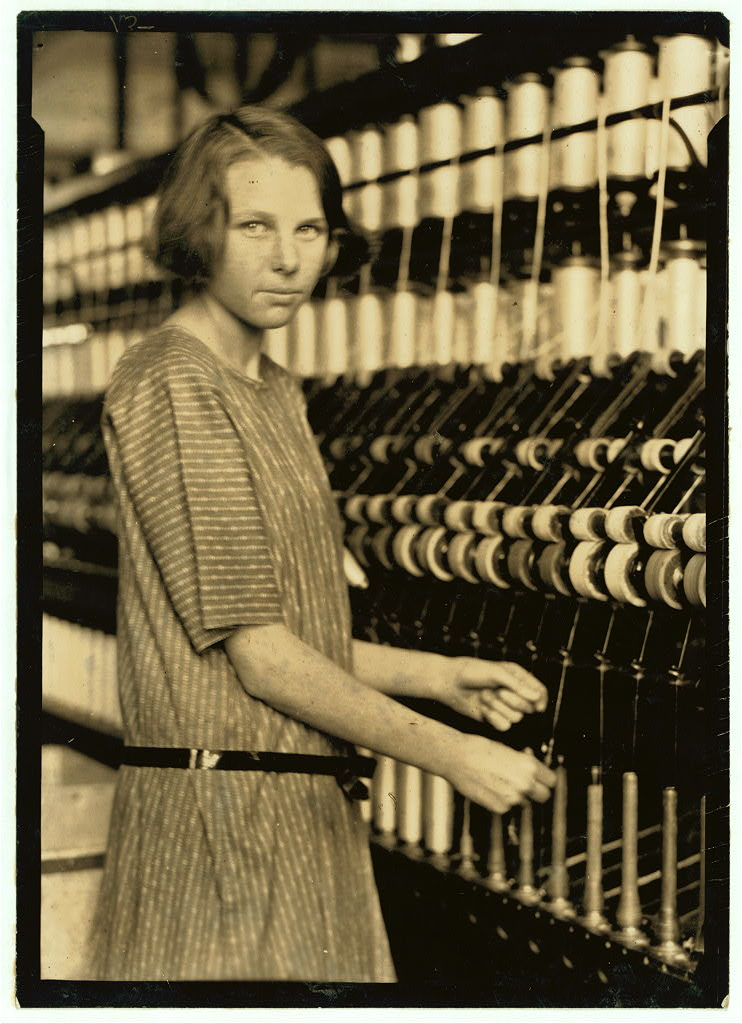
チェイニー兄弟工場の児童労働者、1924年、ルイス・ハイン撮影

## 地理
アメリカ合衆国国勢調査局に拠れば、町域全面積は27.7平方マイル (71.7 km2)であり、このうち陸地27.4平方マイル (71.0 km2)、水域は0.27平方マイル (0.7 km2)で水域率は1.00%である。マンチェスター国勢調査指定地域の全面積は6.5平方マイル (16.8 km2)であり、このうち陸地6.4平方マイル (16.7 km2)、水域は0.039平方マイル (0.1 km2)で水域率は0.56%である。

## 人口動態
| マンチェスターの人口推移 |        |
| 2000                     | 54,740 |
| 2010                     | 58,241 |
| 2020                     | 59,461 |

以下は2000年国勢調査による人口統計データである。
| 基礎データ - 人口: 54,740 人 - 世帯数: 23,197 世帯 - 家族数: 14,010 家族 - 人口密度: 775.4人/km2（2,008.2 人/mi2） - 住居数: 24,256 軒 - 住居密度: 343.6軒/km2（889.9 軒/mi2） 人種別人口構成 - 白人: 82.77% - アフリカン・アメリカン: 8.42% - ネイティブ・アメリカン: 0.20% - アジア人: 3.15% - 太平洋諸島系: 0.03% - その他の人種: 3.12% - 混血: 2.31% - ヒスパニック・ラテン系: 6.54% 年齢別人口構成 - 18歳未満: 22.8% - 18-24歳: 8.0% - 25-44歳: 33.0% - 45-64歳: 22.1% - 65歳以上: 14.2% - 年齢の中央値: 36歳 - 性比（女性100人あたり男性の人口） - 総人口: 91.2 - 18歳以上: 87.7 | 世帯と家族（対世帯数） - 18歳未満の子供がいる: 28.2% - 結婚・同居している夫婦: 43.8% - 未婚・離婚・死別女性が世帯主: 13.0% - 非家族世帯: 39.6% - 単身世帯: 31.1% - 65歳以上の老人1人暮らし: 10.1% - 平均構成人数 - 世帯: 2.32人 - 家族: 2.93人 収入と家計 - 収入の中央値 - 世帯: 49,426米ドル - 家族: 58,769米ドル - 性別 - 男性: 41,893米ドル - 女性: 32,562米ドル - 人口1人あたり収入: 25,989米ドル - 貧困線以下 - 対人口: 8.0% - 対家族数: 6.0% - 18歳未満: 11.1% - 65歳以上: 7.7% |

## 芸術と文化

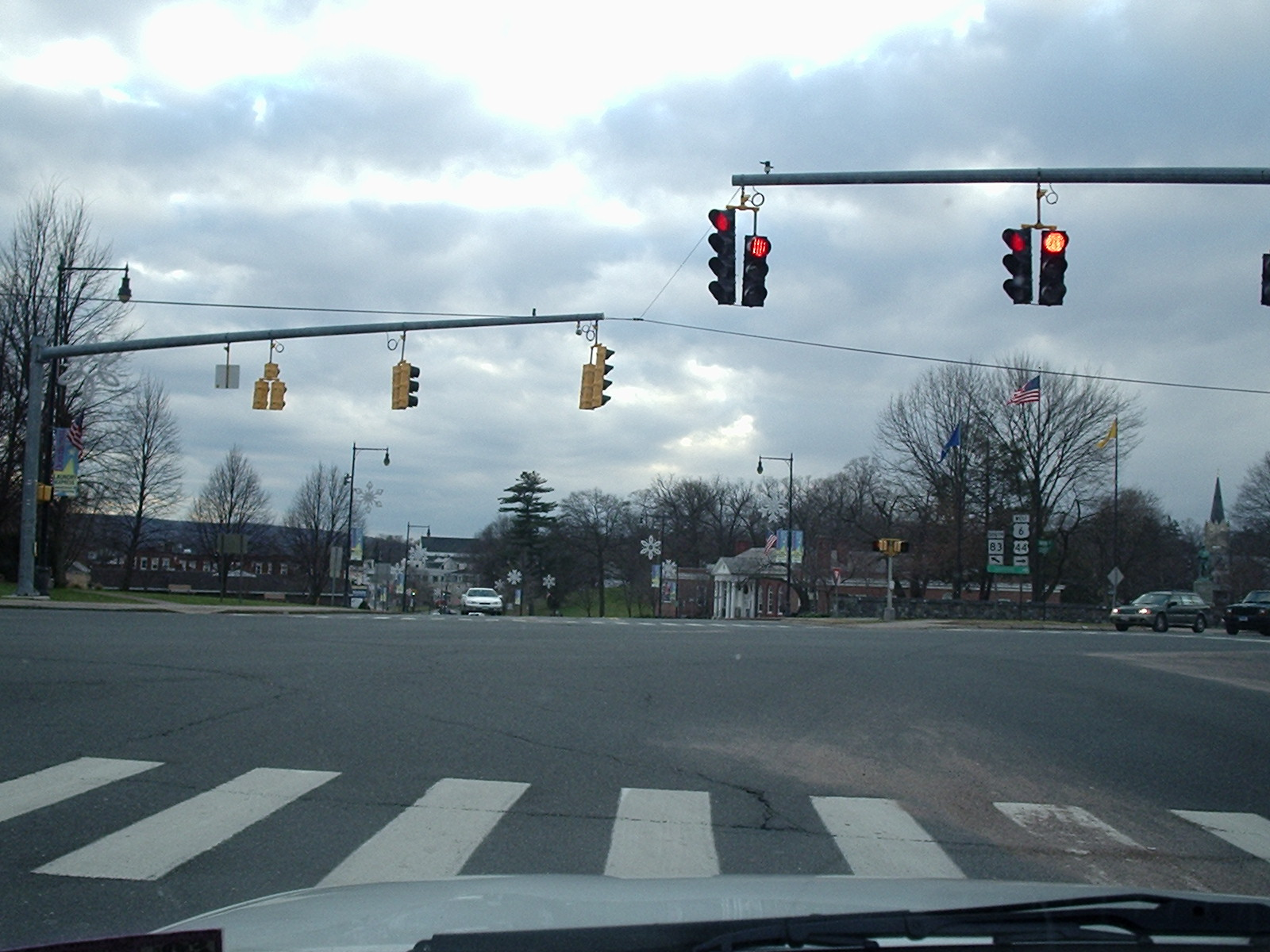
メインストリート、センター通りから南を望む

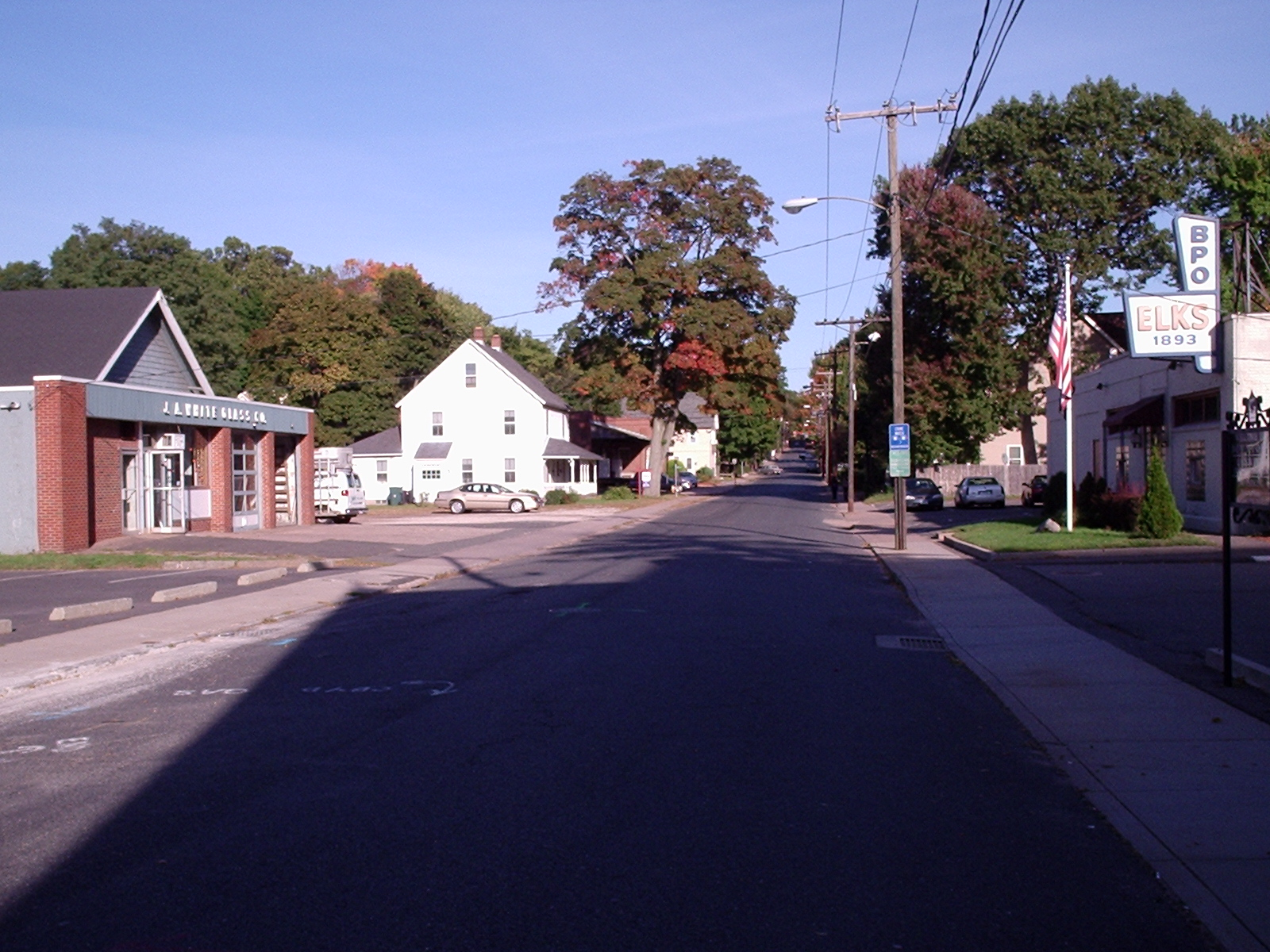
ビッセル通り、メインストリートから東を望む

マンチェスターは屋内ショッピングモールであるショッパーズ・アット・バックランドヒルズ、バックランドヒルズのザ・プラザ、さらにその近くの商店街のバックランド・ブラザで知られる。最近の10年間、サウスウィンザー町にまで広がるこのモールを囲む地域は、多くの大型郊外店やプラザが並ぶようになり、急速に州民のショッピング中心地に転換されてきた。
19世紀後半から20世紀半ばまで絹製造産業ではアメリカの中心地であり、チェイニー兄弟歴史地区は、工場がアパートに改装され、近くの博物館も含んでいる。
市内には下記の4つの博物館がある。
- 消防博物館、1901年に建設された消防署を改装したものである。消防設備や記念品には、植民地時代に使われた革の消火バケツ、スプリンクラー設備の変遷、馬が曳く消火ホース車、1921年製アーレンズ・フォックス消火ポンプ、高さ105フィート (32 m) の1911年製給水塔がある[10]。
- ルッツ子供博物館、芸術、歴史、化学、自然、民俗学に関わる参加型の展示がある。恒久展示物には生きている小動物もある[11]。
- オールド・マンチェスター博物館、地元の歴史に焦点を当て、マンチェスター歴史協会が運営している。恒久展示物にはマンチェスター・スポーツの殿堂、チェイニー繊維、ピトキン・グラスワークス、クリストファー・スペンサーとスペンサー連発ライフル銃のサンプルがある[12]。
- チェイニー邸博物館、チェイニー兄弟絹会社の設立者が18世紀に建てた家屋。展示物には時代物の家具や工芸品がある[13]。同じ場所に、1751年に造られた教室が1つだけのキーニー校舎もある[14]。

非営利民間基金であるウィッカムパークは、マンチェスターとイーストハートフォードにある。広さ53エーカー (210,000 m²) のケース山レクリエーション地域はマンチェスターの人口が少ない南東隅にあり、ハイキング、マウンテンバイクに人気があり、西にはハートフォードのスカイラインを見渡すことができる。
マンチェスターは毎年感謝祭の日に開催されるマンチェスター・ロードレースで知られる。毎年世界中から1万人以上が参加し、観衆も数千人になる。ニューイングランド住民には、ボストンマラソンに次ぐ人気がある。毎年の自動車ショーも人気を獲得しつつある。
町内にはアメリカでも古典的なチーズバーガーとアイスクリームで昔から広く知られるレストランのシャディ・グレンがある。
マンチェスター記念病院も町内にある。
町内には1,000エーカー (4.0 km²) 以上の公園があり、芸能の組織があり、図書館もあり、友好的で地域社会の精神の強い住人がいる。

## スポーツ
| チーム名                         | スポーツ   | ウェブサイト                  | リーグ                | 優勝歴                                        | 試合会場                                                    |
| -------------------------------- | ---------- | ----------------------------- | --------------------- | --------------------------------------------- | ----------------------------------------------------------- |
| マンチェスター・クリケットクラブ | クリケット | www.manchestercricketclub.com | BAAC クリケット選手権 | 優勝 - 2009年、2010年、2011年 準優勝 - 2008年 | マンチェスター・クリケットクラブ・グランド、 マーティン学校 |

## 政治
| 2005年10月25日時点での登録有権者と政党支持の構成 | 2005年10月25日時点での登録有権者と政党支持の構成 | 2005年10月25日時点での登録有権者と政党支持の構成 | 2005年10月25日時点での登録有権者と政党支持の構成 | 2005年10月25日時点での登録有権者と政党支持の構成 | 2005年10月25日時点での登録有権者と政党支持の構成 |
| 政党                                             | 活性有権者                                       | 非活性有権者                                     | 有権者計                                         | 構成比                                           |                                                  |
| ------------------------------------------------ | ------------------------------------------------ | ------------------------------------------------ | ------------------------------------------------ | ------------------------------------------------ | ------------------------------------------------ |
| 民主党                                           | 10,612                                           | 584                                              | 11,196                                           | 33.86%                                           |                                                  |
| 共和党                                           | 6,249                                            | 374                                              | 6,623                                            | 20.03%                                           |                                                  |
| 無党派                                           | 14,150                                           | 1,069                                            | 15,219                                           | 46.03%                                           |                                                  |
| 少数政党                                         | 25                                               | 2                                                | 27                                               | 0.08%                                            |                                                  |
| 合計                                             | 31,036                                           | 2,029                                            | 33,065                                           | 100%                                             |                                                  |

## 教育

### 公立学校
伝統的な教育学区の学校
- マンチェスター高校（9年生から12年生）
- マンチェスター地域アカデミー（9年生から12年生）
- ハウェル・チェイニー工業高校（州立学校、9年生から12年生）
- ベントレー学校（9年生から12年生）
- アーサー・H・イリング中学校（7年生、8年生）
- エリザベス・M・ベネット・アカデミー（6年生）
- ウィリアム・E・バックリー小学校（幼稚園から5年生）
- ボウワーズ小学校（幼稚園から5年生）
- ハイランドパーク小学校（幼稚園から5年生）
- キーニーストリート小学校（幼稚園から5年生）
- マーティン小学校（幼稚園から5年生）
- ロバートソン小学校（幼稚園から5年生）
- バープランク小学校（幼稚園から5年生）
- ワッデル小学校（幼稚園から5年生）
- ワシントン小学校（幼稚園から5年生）

マグネットスクール
- マグネット・スクール、ハートフォード大都市圏を対象に、地域学校選択事務所と首都圏教育委員会が運営している

チャーター・スクール
- オデュッセイ・コミュニティ・スクール（幼稚園から8年生）

### 私立学校
- アサンプション学校（幼稚園前から5年生）
- セントブリジット学校（幼稚園前から5年生）
- セントジェイムズ学校（幼稚園前から5年生）
- イーストカトリック高校（9年生から12年生）
- コーナーストーン・クリスチャン学校（幼稚園前から12年生）

### 高等教育機関
- マンチェスター・コミュニティカレッジ、2年制のコミュニティ・カレッジ

## メディア

### 新聞
地元新聞は「ジャーナル・インクワイア」であり、マンチェスターと周辺地域で購読されている。「ハートフォード・クーラント」も町内に設備があり、町内全域に配布できる。

## インフラ

### 救急サービス

#### 救急救命サービス
アンビュランス・サービス・オブ・マンチェスターは、ニューステート道路沿いにある駐屯所から出動する民間会社であり、一次救命レベルの搬送サービスを行う。消防署の救急車が使えないときは、二次救命処置を行う。

#### 消防署

##### マンチェスター消防救急サービス
マンチェスター消防救急サービス部は1897年の火事でウェルドン事業地区が破壊された後に結成された。5つの駐屯所から消防車隊4個中隊とトラック隊1個中隊、さらにシフト指揮車を擁した常勤職員が稼働している。すべての中隊が消火、防火、救命、危険物質対応、二次救命医療を担当している。

##### マンチェスター消防署-第8ユーティリティ地区
マンチェスター消防署-第8ユーティリティ地区は消防士と消防団員を組み合わせた組織であり、1888年に町の北西隅の地区で別の消防組織として設立された。町の組織ではなく、別の課税主体である第8ユーティリティ地区の取締役会によって管理されている。消防士は月曜日から金曜日の午前6時から午後6時まで勤務し、週末午前6時から午後6時までは消防士1人のみが当直となる。消防団員が残りの時間と必要に応じて応援している。消火、防火、救命、危険物質対応、一次救命医療を担当している

#### 警察署
マンチェスター警察署は1896年に設立された。イーストミドル・ターンパイク239にあり、約120人の警官が町を守っている。

### 交通

#### 道路
マンチェスター町内には州間高速道路3本（84号線、384号線、291号線）があり、アメリカ国道6号線と44号線は東西方向幹線道になっている。コネチカット州道30号線は町の北部で東西方向に走っている。州道83号線が南北方向の幹線道であり、南のグラストンベリーとの町境からサウスメインストリートを北上し、町の中心を抜けている。

#### 公共交通
マンチェスターではコネチカット州交通のハートフォード事業部が定期バス路線を運行している。系統番号80、82、83、84、88がマンチェスターとハートフォードを直接繋いでいる。

#### 鉄道
町を通る旅客鉄道は無い。ハートフォードからの貨物列車はコネチカット・サザン鉄道が運行している。

#### 空港
ハートフォード・ブレイナード空港と、ブラッドレー国際空港がいずれもマンチェスターから車で約15分の距離にある。

#### 自転車
マンチェスター町内には自転車道と自転車専用道が幾つかある。よく使われているのはチャーターオーク・グリーンウェイとホップ川州立公園トレイルの2本である。それぞれの一部がイーストコースト・グリーンウェイに指定されている。

## 著名な出身者
- ダナ・ホワイト、スポーツプロモーション会社「ズッファ（Zuffa, LLC）」の代表であり、同社の運営するアメリカ随一の総合格闘技イベント「UFC」の代表